# نمل مستعبد

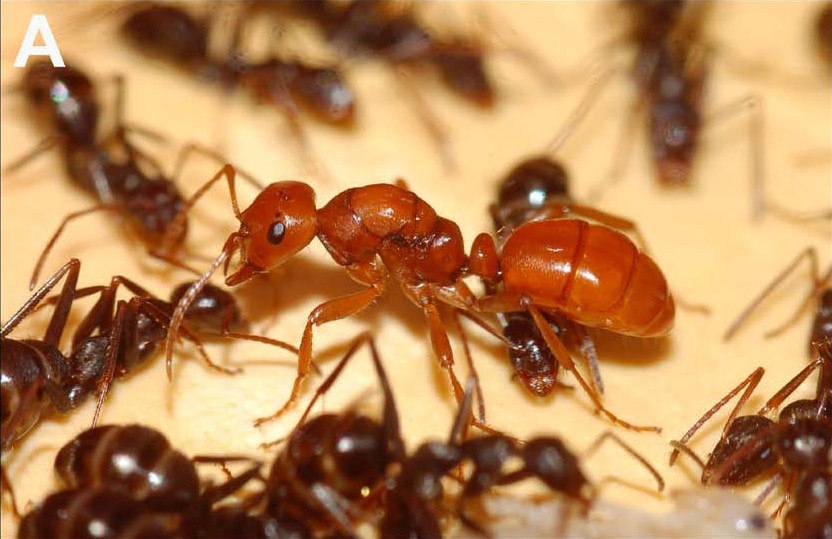

النمل المستعبد هو نمط غير عادي من التطفل بين النمل يكون فيه الطفيلي هو المضيف، ويشيع بين نمل الغابات حيث تُغير
جنود النوع الأقوى جماعات النوع الأضعف وتأسر شغالاتها (عادًة وهي في طور الخادرة) لتسخرها للخدمة تحت حراسة.